# ادب
ادب به اخلاق و رفتار پسندیده در هر جامعه  که باهم کمی متفاوت است و مطابق با هنجار گفته می‌شود. ادب همچنین به مجموعه دانستنی‌هایی گفته می‌شود که انسان را از خطا و لغزش بازمی‌دارند.
ادب جمعی از علومی است که با استفاده از عقل و تفکر انسان را در برخوردها مصون از ناهنجاری‌ها نگاه می‌دارد و موجب عزت او می‌شود.
رابطۀ عقل و ادب تنگاتنگ و مستقیم است و می توان گفت ادب به یک معنا ثمره و نتیجۀ عقل است.

## ادب درس و ادب نفس
ادب درس اکتسابی است و ادب نفس ذاتی.